# 羅馬尼亞—西班牙關係
羅馬尼亞—西班牙關係指的是羅馬尼亞和西班牙之間的雙邊關係。兩國都是歐洲委員會、歐盟、北約以及聯合國會員國。西班牙大力支持羅馬尼亞在歐盟及北約的會員資格。

## 外交代表機構
- 羅馬尼亞在馬德里設有大使館，並在巴塞隆納、畢爾包及西維爾設有總領事館；在卡斯特利翁-德拉普拉納、雷阿爾城、薩拉戈薩設有領事館，在阿爾梅里亞設有副領事館[1]。
- 西班牙在布加勒斯特設有大使館[2]。

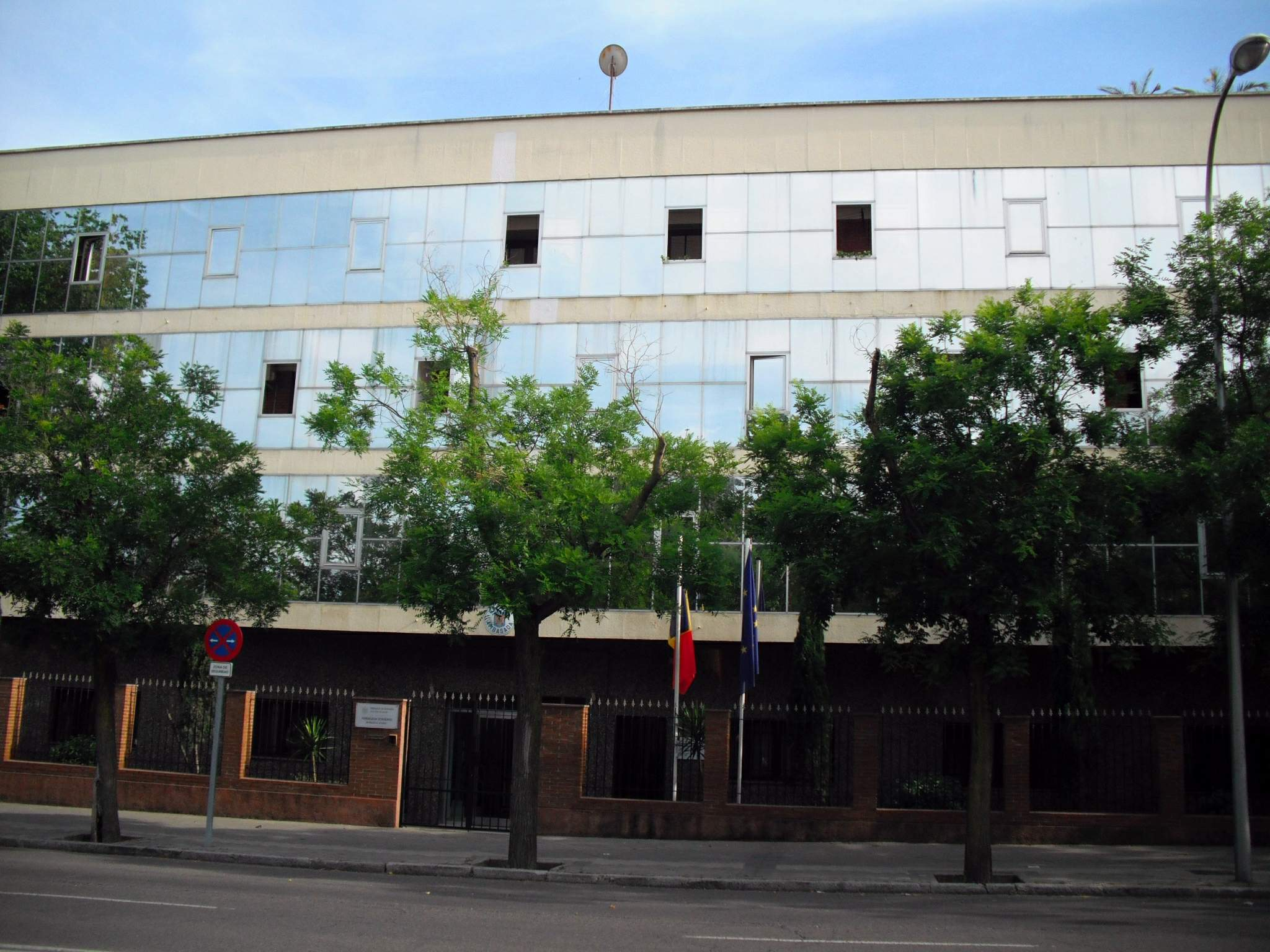
馬德里的羅馬尼亞大使館
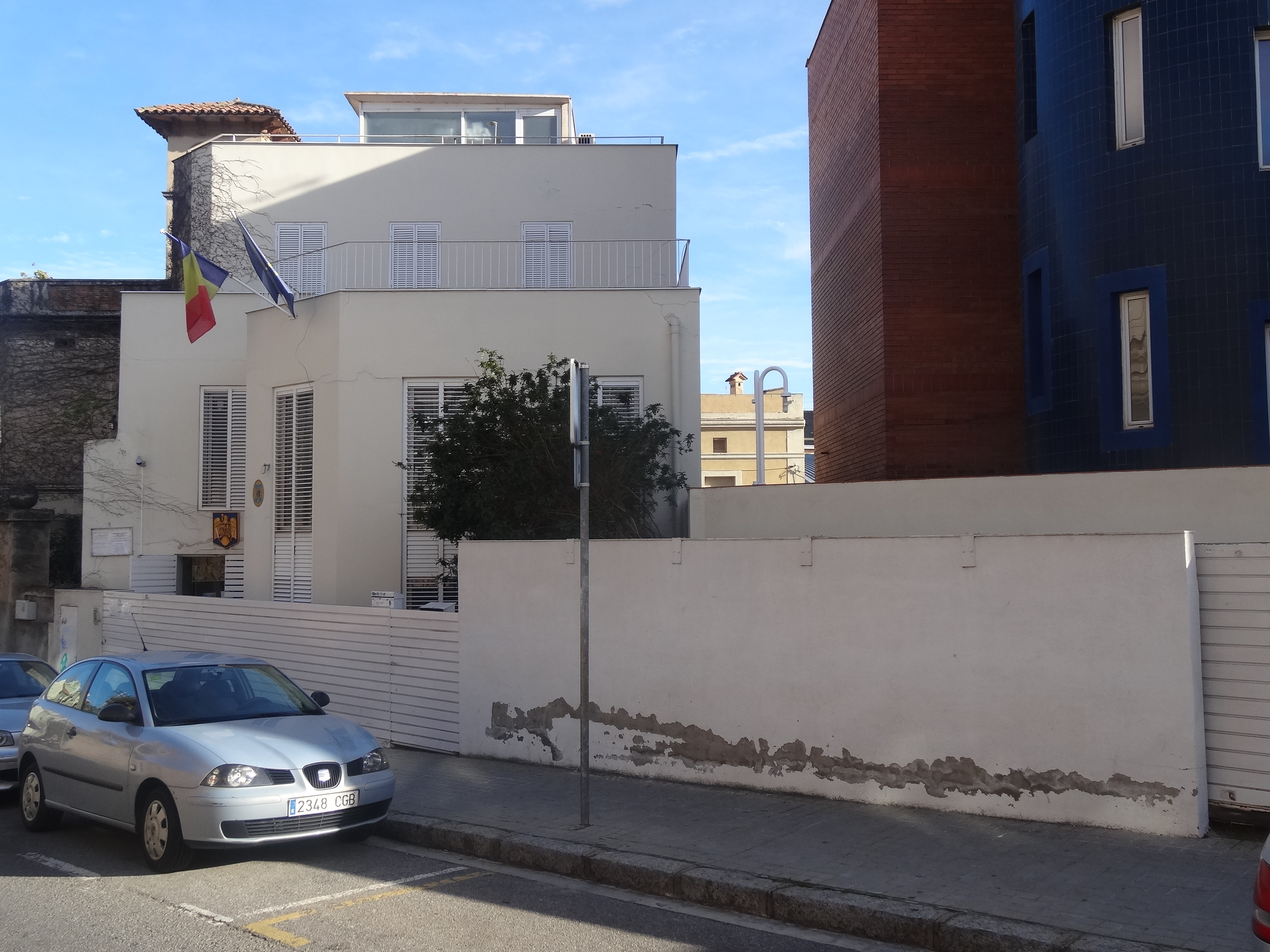
巴塞隆納的羅馬尼亞總領事館
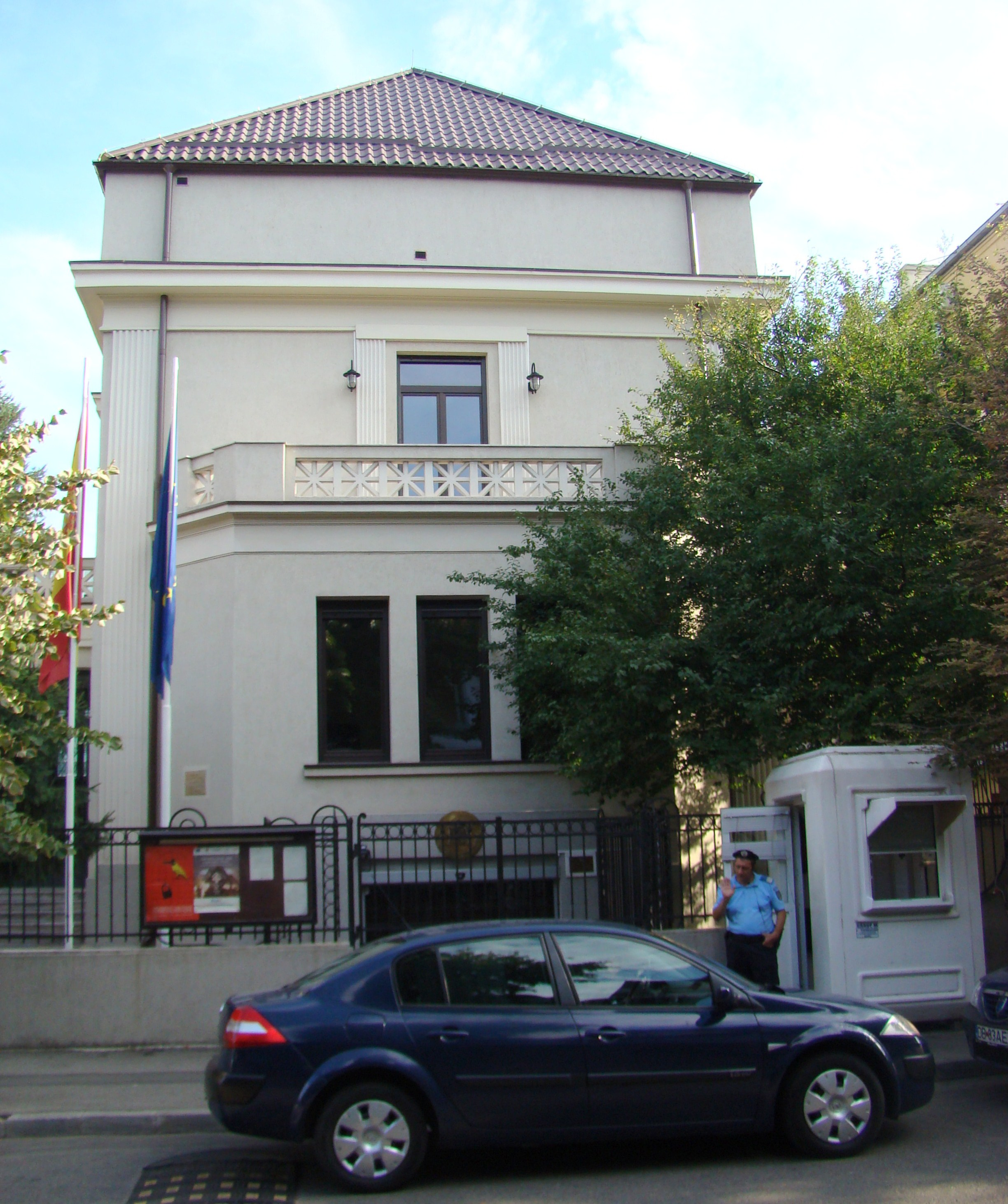
布加勒斯特的前西班牙大使館